# Norra Österslöv
Norra Österslöv är en bebyggelse, belägen utefter länsväg M 2060 i Österslövs socken i Kristianstads kommun. Mellan 2015 och 2020 avgränsade SCB här en småort.